# 곤도 아키히토
곤도 아키히토(일본어: 近藤 昭仁, 1938년 4월 1일 ~ 2019년 3월 27일)는 일본의 전 프로 야구 선수이자 야구 지도자, 야구 해설가·평론가이다. 가가와현 다카마쓰시 출신이며 현역 시절 포지션은 내야수였다.

## 인물
다카마쓰 제1 고등학교를 거쳐 와세다 대학에 진학, 도쿄 지역 6개 대학의 야구팀으로 구성된 도쿄 6대학 야구 연맹 리그 대회에서 2루수로 활약해 2루수 부문 베스트 나인에 두 차례 선정되었다. 리그 통산 75경기에 출전하면서 285타수 72안타, 0홈런, 23타점, 타율 2할 5푼 3리를 기록했다.
대학 졸업 후 1960년에 다이요 웨일스에 입단하면서 등번호는 1번으로 배정을 받았고, 동향의 선배이기도 하면서 곤도가 입단한 해에 감독으로 취임한 미하라 오사무 감독의 지휘 하에 다이요는 구단 창단 이후 처음으로 리그 우승과 일본 시리즈 우승을 동시에 제패했고, 신인으로서는 일본 시리즈 MVP를 차지했다.
현역 시절 주된 수비 위치는 2루수였으며 전형적인 ‘2번·2루수’ 타입으로 조그마한 재주를 자랑으로 여겨 노련한 활약을 보였다. 곤도는 몸집이 작고 매우 야무지면서 입단할 당시의 감독인 미하라는 이 성격을 반대로 이용해 곤도를 나쁘게 깎아내려 투쟁심을 부추겨 세우는 일에 의해 능력을 끌어 내갔다. 또 곤도는 1번이라는 등번호에 대한 조건을 가져 대학 시절과 프로에 입문하면서도 “등번호는 절대 1번” 이라고 말하는 등 완강하게 양보하지 않았다고 한다. 그의 등번호인 1번은 후에 야마시타 다이스케, 다니시게 모토노부, 신도 다쓰야, 하루 도시오, 긴조 다쓰히코에게 인계되었다.
1973년 시즌 끝으로 14년 간의 현역 생활을 은퇴한 다음 연도부터 코치로서 경험을 쌓아 1974년 ~ 1978년에는 친정 팀인 다이요 웨일스의 타격 코치, 1979년 ~ 1981년에는 야쿠르트 스왈로스 수비 주루 코치, 1982년 ~ 1986년 세이부 라이온스의 수석 코치 겸 수비 주루 코치, 1989년 ~ 1991년에는 요미우리 자이언츠 수석 코치를 맡는 등 여러 팀에서 코칭 스태프로 활동했다. 감독으로서는 요코하마 베이스타스 감독(1993년 ~ 1995년), 지바 롯데 마린스(1997년 ~ 1998년)의 감독을 역임했다. 또한 요코하마와 지바 롯데의 감독은 모두 와세다 대학 시절의 후배인 에지리 아키라로부터 감독직을 물려 받았다. 2006년에는 15년 만에 하라 다쓰노리 감독이 이끄는 요미우리 자이언츠의 수석 코치를 맡았지만 건강상의 문제와 팀 성적 부진이 겹치는 등 2년 계약의 1년을 남기고 코치직에서 물러났다. 이후 요미우리의 총괄 디렉터로서 구단 프런트 업무를 맡아 마쓰모토 데쓰야의 육성 범위로 등록하는 것 등을 조언하기도 했다.
목표로 하는 감독은 미하라 오사무, 히로오카 다쓰로, 후지타 모토시 등 3명을 꼽았고 해설가와 평론가 시절에는 TBS의 야구 해설 위원과 스포츠 호치에서 야구 평론가로 활동했다.
그는 1962년 11월 13일에 여배우 기타자와 노리코와 결혼하였고, 차녀는 전직 여배우였던 곤도 노리코이며, 프로레슬러 나카니시 마나부는 전 사위이다.

## 상세 정보

### 출신 학교
- 다카마쓰 제1 고등학교
- 와세다 대학

### 선수 경력
- 다이요 웨일스(1960년 ~ 1973년)

### 지도자 경력
- 다이요 웨일스 1군 수비 코치(1974년 ~ 1977년)
- 요코하마 다이요 웨일스 2군 수비 주루 코치(1978년)
- 야쿠르트 스왈로스 1군 수비 주루 코치(1979년 ~ 1981년)
- 세이부 라이온스 1군 수비 주루 코치(1982년 ~ 1986년)
- 요미우리 자이언츠 1군 수석 코치(1989년 ~ 1991년)
- 요코하마 베이스타스 감독(1993년 ~ 1995년)
- 지바 롯데 마린스 감독(1997년 ~ 1998년)
- 요미우리 자이언츠 1군 수석 코치(2006년)

### 수상·타이틀 경력
- 일본 시리즈 MVP : 1회(1960년)

### 개인 기록

#### 첫 기록
- 첫 출장 : 1960년 4월 2일, 대 주니치 드래곤스 1차전(주니치 스타디움), 5회말에 2루수로 출장
- 첫 선발 출장 : 1960년 4월 7일, 대 고쿠테쓰 스왈로스 3차전(고라쿠엔 구장), 7번·2루수로 선발 출장
- 첫 안타 : 상동, 6회초에 모리타키 요시미로부터
- 첫 타점 : 1960년 5월 3일, 대 요미우리 자이언츠 3차전(고라쿠엔 구장), 8회초에 벳쇼 다케히코로부터 적시타
- 첫 홈런 : 1960년 5월 5일, 대 요미우리 자이언츠 5차전(고라쿠엔 구장), 8회초에 야스하라 다쓰요시로부터 우월 2점 홈런

#### 기록 달성 경력
- 통산 1000경기 출장 : 1967년 10월 5일, 대 주니치 드래곤스 24차전(주니치 스타디움) 1번·2루수로 선발 출장 ※역대 128번째
- 통산 1000안타 : 1970년 6월 30일, 대 한신 타이거스 11차전(가와사키 구장), 4회말에 우에다 지로로부터 중전 안타 ※역대 73번째
- 통산 1500경기 출장 : 1971년 9월 22일, 대 요미우리 자이언츠 25차전(가와사키 구장), 6번·2루수로 선발 출장 ※역대 41번째

#### 기타
- 올스타전 출장 : 2회(1962년, 1965년)

### 등번호
- 1(1960년 ~ 1973년)
- 72(1975년 ~ 1978년, 1989년 ~ 1991년)
- 75(1979년 ~ 1981년)
- 83(1982년 ~ 1986년)
- 60(1993년 ~ 1995년)
- 81(1997년 ~ 1998년)
- 80(2006년)

### 연도별 타격 성적
| 연 도       | 소 속       | 경 기 | 타 석 | 타 수 | 득 점 | 안 타 | 2 루 타 | 3 루 타 | 홈 런 | 루 타 | 타 점 | 도 루 | 도 루 자 | 희 생 번 | 희 생 플 | 볼 넷 | 고 4 | 사 구 | 삼 진 | 병 살 타 | 타 율 | 출 루 율 | 장 타 율 | O P S |
| ----------- | ----------- | ----- | ----- | ----- | ----- | ----- | ------- | ------- | ----- | ----- | ----- | ----- | -------- | -------- | -------- | ----- | ---- | ----- | ----- | -------- | ----- | -------- | -------- | ----- |
| 1960년      | 다이요      | 117   | 425   | 389   | 38    | 88    | 17      | 5       | 4     | 127   | 40    | 17    | 7        | 10       | 1        | 25    | 2    | 0     | 82    | 6        | .226  | .272     | .326     | .598  |
| 1961년      | 다이요      | 125   | 484   | 436   | 44    | 98    | 12      | 3       | 6     | 134   | 19    | 15    | 13       | 11       | 0        | 36    | 2    | 1     | 96    | 5        | .225  | .285     | .307     | .592  |
| 1962년      | 다이요      | 131   | 509   | 462   | 45    | 111   | 21      | 7       | 4     | 158   | 27    | 11    | 5        | 15       | 0        | 29    | 1    | 3     | 79    | 5        | .240  | .289     | .342     | .631  |
| 1963년      | 다이요      | 115   | 267   | 226   | 20    | 36    | 4       | 2       | 1     | 47    | 12    | 8     | 2        | 16       | 2        | 22    | 1    | 1     | 32    | 9        | .159  | .235     | .208     | .443  |
| 1964년      | 다이요      | 134   | 401   | 353   | 41    | 94    | 9       | 2       | 4     | 119   | 28    | 20    | 4        | 32       | 1        | 15    | 0    | 0     | 23    | 8        | .266  | .295     | .337     | .632  |
| 1965년      | 다이요      | 135   | 531   | 466   | 47    | 133   | 22      | 1       | 7     | 178   | 40    | 25    | 7        | 41       | 1        | 19    | 0    | 4     | 35    | 9        | .285  | .318     | .382     | .700  |
| 1966년      | 다이요      | 127   | 416   | 381   | 38    | 96    | 20      | 4       | 6     | 142   | 27    | 16    | 7        | 17       | 3        | 14    | 0    | 1     | 38    | 9        | .252  | .278     | .373     | .651  |
| 1967년      | 다이요      | 128   | 438   | 398   | 38    | 99    | 19      | 1       | 7     | 141   | 27    | 8     | 9        | 20       | 1        | 19    | 1    | 0     | 52    | 8        | .249  | .282     | .354     | .636  |
| 1968년      | 다이요      | 117   | 412   | 376   | 35    | 97    | 15      | 4       | 6     | 138   | 32    | 8     | 5        | 8        | 2        | 25    | 0    | 1     | 35    | 9        | .258  | .304     | .367     | .671  |
| 1969년      | 다이요      | 130   | 489   | 432   | 51    | 109   | 15      | 4       | 7     | 153   | 32    | 9     | 11       | 13       | 4        | 40    | 1    | 0     | 55    | 5        | .252  | .313     | .354     | .667  |
| 1970년      | 다이요      | 124   | 404   | 360   | 25    | 93    | 16      | 2       | 4     | 125   | 36    | 2     | 7        | 21       | 2        | 21    | 2    | 0     | 48    | 5        | .258  | .298     | .347     | .645  |
| 1971년      | 다이요      | 123   | 421   | 363   | 28    | 79    | 6       | 1       | 7     | 108   | 22    | 6     | 8        | 20       | 3        | 33    | 2    | 2     | 46    | 10       | .218  | .284     | .298     | .582  |
| 1972년      | 다이요      | 81    | 211   | 175   | 19    | 41    | 4       | 0       | 2     | 51    | 16    | 2     | 1        | 9        | 1        | 26    | 0    | 0     | 24    | 4        | .234  | .332     | .291     | .623  |
| 1973년      | 다이요      | 32    | 54    | 45    | 4     | 9     | 0       | 0       | 0     | 9     | 2     | 1     | 0        | 6        | 0        | 3     | 0    | 0     | 4     | 1        | .200  | .250     | .200     | .450  |
| 통산 : 14년 | 통산 : 14년 | 1619  | 5462  | 4862  | 473   | 1183  | 180     | 36      | 65    | 1630  | 360   | 148   | 86       | 239      | 21       | 327   | 12   | 13    | 649   | 93       | .243  | .292     | .335     | .627  |

- 굵은 글씨는 시즌 최고 성적.

### 감독으로서의 팀 성적
| 연도       | 소속       | 순위       | 경기 | 승리 | 패전 | 무승부 | 승률 | 승차          | 팀 홈런       | 팀 타율       | 팀 평균자책점 | 연령          |
| ---------- | ---------- | ---------- | ---- | ---- | ---- | ------ | ---- | ------------- | ------------- | ------------- | ------------- | ------------- |
| 1993년     | 요코하마   | 5위        | 130  | 57   | 73   | 0      | .438 | 23            | 87            | .249          | 3.83          | 55세          |
| 1994년     | 요코하마   | 6위        | 130  | 61   | 69   | 0      | .469 | 9             | 107           | .261          | 3.76          | 56세          |
| 1995년     | 요코하마   | 4위        | 130  | 66   | 64   | 0      | .508 | 16            | 114           | .261          | 4.37          | 57세          |
| 1997년     | 지바 롯데  | 6위        | 135  | 57   | 76   | 2      | .429 | 19.5          | 75            | .249          | 3.84          | 59세          |
| 1998년     | 지바 롯데  | 6위        | 135  | 61   | 71   | 3      | .462 | 9.5           | 102           | .271          | 3.70          | 60세          |
| 통산 : 5년 | 통산 : 5년 | 통산 : 5년 | 660  | 302  | 353  | 5      | .461 | B클래스 : 5회 | B클래스 : 5회 | B클래스 : 5회 | B클래스 : 5회 | B클래스 : 5회 |

1. 1993년부터 1996년까지는 130경기제.
2. 1997년부터 2000년까지는 135경기제.

- 감독 통산 성적 : 660경기 302승 5무 353패(승률 .461)